# András Balczó
András Balczó (Kondoros, 16 augustus 1938) is een Hongaars modern vijfkamper. Zijn sterkste onderdeel was het veldlopen.

## Biografie
Balczó werd in 1960 olympisch kampioen moderne vijfkamp met het team. Balczó werd van 1963 tot en met 1969 vijfmaal op rij wereldkampioen individueel. Aan de Olympische Spelen van 1964 nam hij niet deel ondanks dat hij wereldkampioen was.
In 1968 werd hij wederom olympisch kampioen met het team en won hij de zilveren medaille individueel. In 1972 werd hij olympisch kampioen individueel en won zilver met het team.

## Belangrijkste resultaten

### Olympische Zomerspelen
| Jaar | Plaats      | Resultaat             |
| ---- | ----------- | --------------------- |
| 1960 | Rome        | 4e individueel · team |
| 1968 | Mexico-stad | individueel · team    |
| 1972 | München     | individueel · team    |

### Wereldkampioenschappen
| Jaar | Plaats      | Resultaat          |
| ---- | ----------- | ------------------ |
| 1958 | Aldershot   | team               |
| 1959 | Hershey     | team               |
| 1961 | Moskou      | team · individueel |
| 1962 | Mexico-stad | team               |
| 1963 | Evilard     | individueel · team |
| 1965 | Leipzig     | individueel · team |
| 1966 | Melbourne   | individueel · team |
| 1967 | Jönköping   | individueel · team |
| 1969 | Boedapest   | individueel · team |
| 1970 | Warendorf   | team · individueel |
| 1971 | San Antonio | team · individueel |

- International Standard Name Identifier: 0000 0000 7906 8315
- Library of Congress Control Number: n2007016830
- Virtual International Authority File: 68376988
- WorldCat: E39PBJdmfqhcmGqG8Pxh7gdPcP

1912: Gösta Lilliehöök ·
1920: Gustaf Dyrssen ·
1924: Bo Lindman ·
1928: Sven Thofelt ·
1932: Johan Oxenstierna ·
1936: Gotthard Handrick ·
1948: William Grut ·
1952: Lars Hall
1956: Lars Hall ·
1960: Ferenc Németh ·
1964: Ferenc Török ·
1968: Björn Ferm ·
1972: András Balczó ·
1976: Janusz Pyciak-Peciak ·
1980: Anatoli Starostin ·
1984: Daniele Masala ·
1988: János Martinek ·
1992: Arkadiusz Skrzypaszek  ·
1996: Aleksandr Parygin ·
2000: Dmitri Svatkovski ·
2004: Andrej Moisejev ·
2008: Andrej Moisejev ·
2012: David Svoboda ·
2016: Aleksandr Lesoen ·
2020: Joe Choong ·
2024: Ahmed El-Gendy
1952: Benedek, Kovácsi, Szondy
1956: Derjoegin, Novikov, Tarassov ·
1960: Balczó, Nagy, Németh ·
1964: Minejev, Mokejev, Novikov ·
1968: Balczó, Moná, Török ·
1972: Lednjev, Onisjtsjenko, Sjmelev ·
1976: Fox, Nightingale, Parker ·
1980: P. Lednjev, J. Lipejev, Starostin ·
1984: Cristofori, Masala, Massullo ·
1988: Fábián, Martinek, Mizsér ·
1992: Czyżowicz, Gożdziak, Skrzypaszek